# Aeroportul Concórdia
Aeroportul Concórdia (IATA: CCI, ICAO: SSCK) este un aeroport din Santa Catarina, Brazilia ce deservește zona Concórdia. Aeroportul a fost tranzitat în 2013 de 3 pasageri. A fost numit după zona deservită.
Situat la o altitudine de 750 m, aeroportul dispune de 1 pistă.

## Infrastructură

### Piste
Aeroportul dispune de o singură pistă. Pista 14/32 are suprafața de asfalt și dimensiunile 1.480 m × 18 m. 